# Vanjština zla
Vanjština zla (eng. Skin of Evil) je dvadeset i druga epizoda prve sezone američke znanstveno-fantastične serije Zvjezdane staze: Nova generacija. 

## Radnja
Na putu prema 
Enterpriseu, bizarni kvar uzrokuje prisilno slijetanje šatla kojim je upravljala Deanna Troi. Na planetu na koji je sletjela imenom Vagra II, obitava samo jedno biće, Armus. To zloslutno biće pronalazi užitak u patnji drugih. Picard naredi Rikeru, dr. Crusher, Dati i Natashi Yar da spase Troi.
Pri dolasku na planet otkrivaju da je Armus okružio mjesto pada šatla poljem sile, pa oni nisu u mogućnosti pomoći savjetnici Troi. Iznenada, bez ikakvog razloga, Armus ubije Tashu Yar. Kapetan Picard se teleportira s ostatkom istraživačkog tima na površinu kako bi pregovarao za Deannino oslobođenje. Međutim, Armus mu odgovara ismijavajući članove posade i mučeći ih zlobnim i neslanim šalama. U međuvremenu su Worf i Wesley Crusher ustanovili da polje sile slabi kada se Armus isprovocira. Picard se tada počne izrugivati Armusa dok Worf i Wesley teleportiraju posadu natrag na Enterprise.

Kasnije Picard izda naredbu da se šatl uništi brodskim fazorima i proglašava zabranjen pristup planetu, ostavljajući tako Armusa u karanteni na samotnom, ogoljelom planetu zauvijek.
Po povratku na Enterprise posada je dirnuta oporukom Tashe Yar. Pri pokazivanju holografske slike pred njima, ona se od svakog od njih oprašta dirljivim pozdravom.

## Vanjske poveznice
- Vanjština zla na startrek.com  Arhivirana inačica izvorne stranice od 22. srpnja 2009. (Wayback Machine)